# أنقذوا رالف
أنقدوا رالف (بالإنجليزية: Save Ralph)‏ هو فيلم رسوم متحركة وثائقي هزلي، من تأليف وإخراج سبنسر سوسر، وتشخيص كل من تايكا وايتيتي وريكي جيرفيه وزاك إيفرون وأوليفيا مون وبوم كليمنتيف وتريشيا هيلفر ورودريغو سانتورو.
يتحدّث الفيلم عن الأرنب «رالف» بصفته واحدًا من آلاف الأرانب والحيوانات الأخرى المتضررة، ويروي قصته والأضرار التي لحقت بجسده بعد استخدامه في تجارب مضرّة كيميائيًّا تطلبها الحكومات لتصنيع مستحضرات التجميل ومكوناتها سنويًّا.
تم إصدار الفيلم القصير الذي تبلغ مدته 4 دقائق بواسطة جمعية الرفق بالحيوان الدولية في 6 أبريل 2021.

## القصة
يتحدث رالف مع جمعية الرفق بالحيوان الدولية من أجل فيلم وثائقي عن حياته كأرنب، حيث يُعرّف عن نفسه ويسرد مشكلته للمُشاهد، فيقول:«أنا لا أرى بعيني اليمنى ولا أسمع بأذني اليسرى، لأنني أعمل تحت تجارب الإنسان الذي يستخدم بعض المنتجات التجميلية ويطبقها على جسدي أولا.»
أثناء التحضير للعمل، يشرح رالف بنبرة حزينة كيف أنه لا يهتم بالضرورة بحياته، لأنه يشعر أن التضحية بجسده لمساعدة البشر أمر يستحق ذلك. في أحد المختبرات، يتوسل أصدقاء رالف الأرانب لطاقم الإنتاج لتحريرهم من تلك التجارب، ثم يتم حقن رالف بمادة كيميائية غير معروفة في عينه. يُصبح رالف أعمى تمامًا.

## مؤدّو الأصوات
- تايكا وايتيتي بدور الأرنب رالف
- ريكي جيرفيه بدور المُحاور
- زاك إيفرون بدور الأرنب بوبي
- أوليفيا مون بدور الأرنب مارشميلو
- بوم كليمنتيف بدور الأرنب سينامون
- تريشيا هيلفر بدور الأرنب كوتون بالز
- رودريغو سانتورو بدور أرنب

## الإنتاج
تم الإعلان عن المشروع في 24 مارس 2021، «تم تصميمه كجزء من حملة #SaveRalph»، في محاولة من جمعية الرفق بالحيوان الدولية لحظر التجارب على الحيوانات في جميع أنحاء العالم. في اليوم نفسه، تم إصدار فيديو تشويقي للفيلم القصير، حيث شارك الممثل تايكا وايتيتي الملصق الترويجي الرسمي للفيلم وكتب على تويتر أن المشروع كان «شيئًا رائعًا، وسيتم عرضهُ قريبًا. إذا لم تشاهده وتُحبه فأنت تكره الحيوانات، ولا يمكننا أن نكون أصدقاء بعد الآن. #SaveRalph».
كانت نماذج كل شخصية مصنوعة يدويًا وصُنعت بواسطة صانع الدمى آندي جنت من (Arch Model Studio)، الذي قال إن عملية تغطية الأرنب رالف بالفراء استغرقت خمسة أسابيع. عند إنتاج الفيلم القصير، قال جيف فيسبا إنه يريد إنشاء مشروع حيث يرغب الناس في مشاهدته والتعرف على مخاطر التجارب على الحيوانات، واختيار فيلم رسوم متحركة سيكون أفضل طريقة. في اختيار ممثل لتصوير رالف، قال سبنسر إن أول شخص تواصل معه هو وايتيتي، الذي وافق بسرعة على التمثيل. بخصوص الوقت الذي استغرقه إخراج الفيلم، قال سبنسر إن الأمر استغرق من طاقم الإنتاج حوالي سنة.

## روابط خارجية
- أنقذوا رالف على موقع IMDb (الإنجليزية)
- أنقذوا رالف على موقع قاعدة بيانات الفيلم (الإنجليزية)
- أنقذوا رالف على موقع ليتربوكسد (الإنجليزية)
- أنقذوا رالف على موقع كينوبويسك (الروسية)